# Ligne Mito
La ligne Mito (水戸線, Mito-sen) est une ligne ferroviaire du réseau JR East au Japon. Elle relie la gare d'Oyama dans la préfecture de Tochigi à la gare de Tomobe dans la préfecture d'Ibaraki.

## Histoire
La ligne est ouverte par le Chemin de fer de Mito en 1889. Elle est aujourd'hui exploitée par la JR East.

### Ligne
- Longueur : 50,2 km
- Ecartement : 1 067 mm
- Alimentation : 20 000 Vca 50 Hz par caténaire
- Nombre de voies : Voie unique

### Tracé
|  |

### Interconnexions
À Tomobe, certains trains continuent sur la ligne Jōban jusqu'à Mito.

### Liste des gares
| Gare         | Nom japonais | Distance depuis Oyama (km) | Correspondances                                     | Localisation | Localisation          |
| ------------ | ------------ | -------------------------- | --------------------------------------------------- | ------------ | --------------------- |
| Oyama        | 小山         | 0                          | JR East Shinkansen : Tōhoku JR East : Tōhoku, Ryōmō | Oyama        | Préfecture de Tochigi |
| Otabayashi   | 小田林       | 4,9                        |                                                     | Yūki         | Préfecture d'Ibaraki  |
| Yūki         | 結城         | 6,6                        |                                                     | Yūki         | Préfecture d'Ibaraki  |
| Higashi-Yūki | 東結城       | 8,3                        |                                                     | Yūki         | Préfecture d'Ibaraki  |
| Kawashima    | 川島         | 10,4                       |                                                     | Chikusei     | Préfecture d'Ibaraki  |
| Tamado       | 玉戸         | 12,5                       |                                                     | Chikusei     | Préfecture d'Ibaraki  |
| Shimodate    | 下館         | 16,2                       | Moka Railway : Mōka Kantō Railway : Jōsō            | Chikusei     | Préfecture d'Ibaraki  |
| Niihari      | 新治         | 22,3                       |                                                     | Chikusei     | Préfecture d'Ibaraki  |
| Yamato (ja)  | 大和         | 25,9                       |                                                     | Sakuragawa   | Préfecture d'Ibaraki  |
| Iwase        | 岩瀬         | 29,6                       |                                                     | Sakuragawa   | Préfecture d'Ibaraki  |
| Haguro       | 羽黒         | 32,8                       |                                                     | Sakuragawa   | Préfecture d'Ibaraki  |
| Fukuhara     | 福原         | 37,0                       |                                                     | Kasama       | Préfecture d'Ibaraki  |
| Inada        | 稲田         | 40,1                       |                                                     | Kasama       | Préfecture d'Ibaraki  |
| Kasama       | 笠間         | 43,3                       |                                                     | Kasama       | Préfecture d'Ibaraki  |
| Shishido     | 宍戸         | 48,5                       |                                                     | Kasama       | Préfecture d'Ibaraki  |
| Tomobe       | 友部         | 50,2                       | JR East : Jōban (interconnexion)                    | Kasama       | Préfecture d'Ibaraki  |

## Matériel roulant

### Actuel
Depuis mars 2019, la ligne Mito est parcourue uniquement par des trains de la série E531.

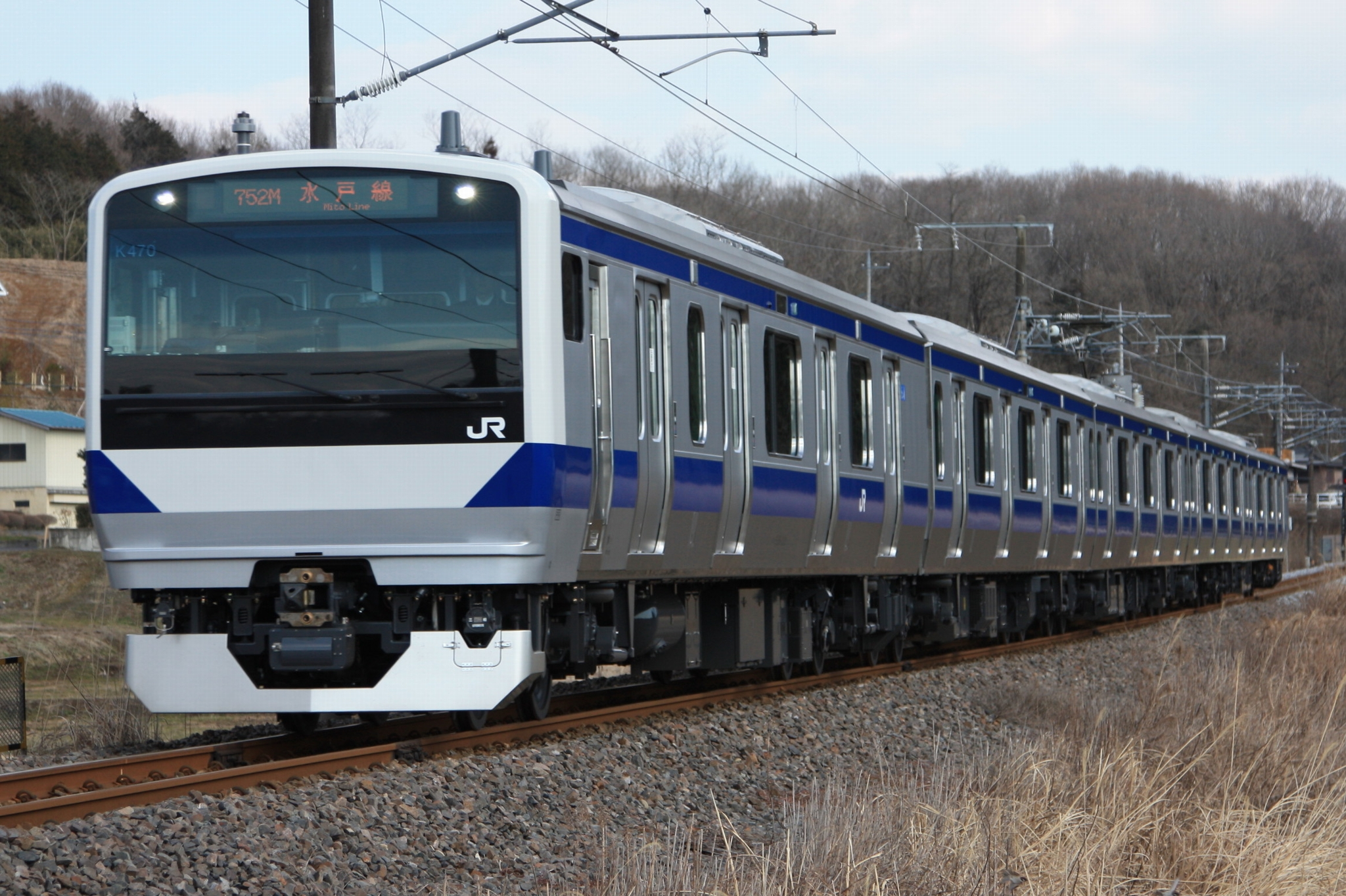
série E531

### Ancien
Des trains de la série 415-1500 ont circulé sur la ligne jusqu'en 2016. Des trains de la série E501 ont circulé jusqu'en mars 2019.

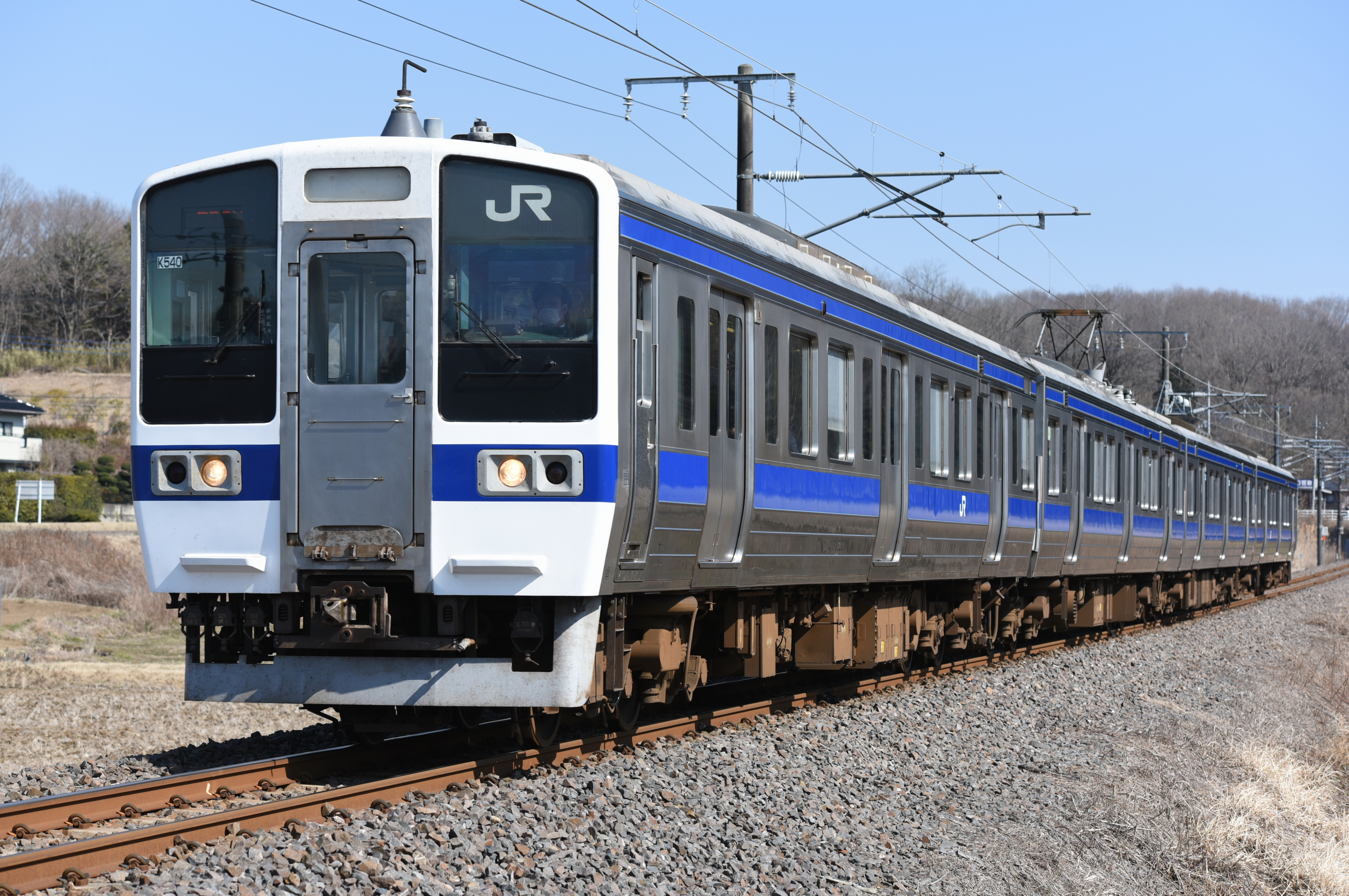
série 415-1500
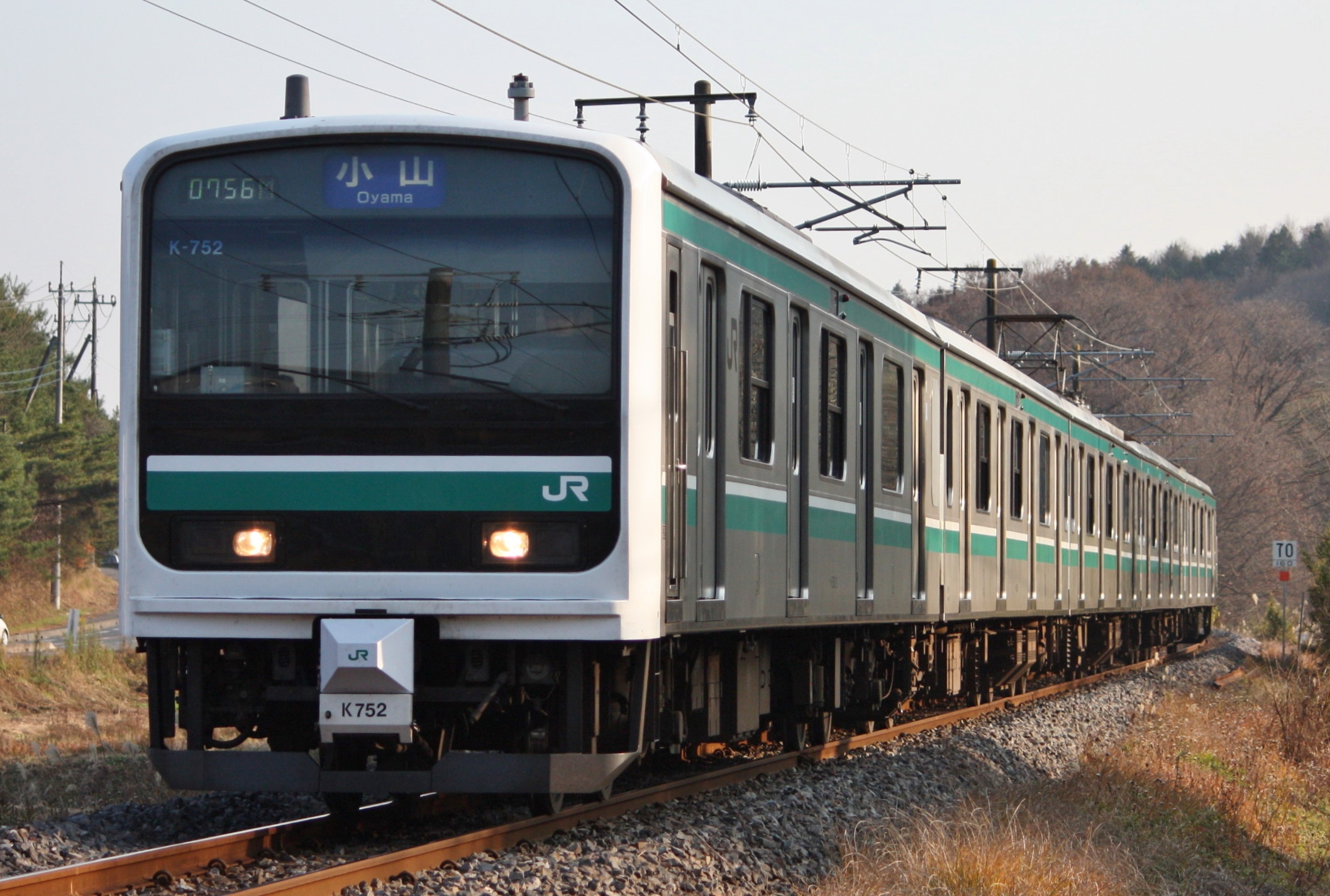
série E501